# Lil King
Lil KING（リル キング）は、大阪府出身のラッパー。2001年1月13日生まれ。年齢は22歳(2023年3月現在)。本名は松本りゅうと(諸説あり)。大阪府のHIPHOPクルー「SELFISH」に所属している。代表曲の SUPER HERO などの初期楽曲が、YouTubeにおいてミリオン再生を突破。

## 経歴
ラップなど様々なジャンルで活動。
2001年1月13日生まれ。22歳(2023年3月現在)。本名は松本りゅうと(諸説あり)。

## SELFISH

### メンバー
- NsK
- lemitaya
- ASH LIGHT  [2]